# Meg Tilly
Meg Tilly (født 14. februar 1960) er en amerikansk skuespiller, manuskriptforfatter, danser og romanforfatter.

## Opvækst
Tilly er datter af en kinesisk-amerikansk forretningsmand og anden yngste af fire søskende, herunder ældre søster skuespiller Jennifer Tilly. I en alder af tre skiltes forældrene og børnene flyttede med deres mor og sin nye mand til Texada, British Columbia, Canada.

## Karriere

### Dans og skuespil
Tilly begyndte at danse ballet i en alder af 12 år og flyttede til New York for at forfølge en karriere som balletdanser, herunder Connecticut Ballet Company og på turné med International Throne Dance Theatre. I 1979 mevirkede hun i film som danser i Alan Parkers Fame, men i samme år måtte hun stoppe med at danse efter hun pådrog sig rygskader under en øvelse og søgte i stedet mod filmindustrien og Los Angeles. Efter nogle få mindre roller i film og tv havde hun en hovedrolle i 1982 i filmen Tex med Matt Dillon. Derefter har hun været præget af fremtrædende roller i en lang række film- og tv-produktioner.
Hun blev nomineret til en Oscar og vandt en Golden Globe for sin titelrolle som nonne, der bliver uforklarlig gravid i filmen Agnes of God (1985). Derudover har hun deltaget i The Two Jakes, Milos Formans Valmont, People Between, The Girl In The Gun og Body Snatchers. Hun havde til hensigt at spille rollen som Mozarts kone Constanze i Milos Formans Amadeus, men tvunget til at hoppe ud, da hun skadede sit ben under et spil fodbold på dagen før optagelse i Prag.

### Forfatterskab
Hun trak sig tilbage fra sin filmkarriere i midten af 1990'erne og har efterfølgende skrevet flere bøger. Romanen Singing Songs skildrer opdragelse af misbrug og incest, og ifølge Tilly er det inspireret af minder om sin egen opvækst.

## Privatliv
I 1983-1989 giftede hun filmproducenten Tim Zinnemann (søn af filminstruktør Fred Zinnemann), de havde to børn. Hun har også en søn fra sit forhold til skuespiller Colin Firth. Mellem 1995 og 2003 var hun gift med filminstruktør John Calley. Hun giftede sig med Marguerite Don Calame og bor i Toronto.

## Filmografi (udvalg)
- 1980 - Fame
- 1983 - Psycho II
- 1983 - Gensyn med vennerne
- 1985 - Agnes of God
- 1988 - Dobbeltspil
- 1989 - Valmont
- 1990 - The Two Jakes
- 1993 - Body Snatchers
- 1995 - Sleep With Me
- 2012–2013 - Bomb girls